# Алст
Алст, ранее — Аальст, Алост, Ало (нидерл. Aalst, фр. Alost) — город и коммуна в Бельгии, в провинции Восточная Фландрия. Коммуна Аалст состоит из собственно города и посёлков Бардегем, Эрембодегем, Гейзегем, Хердерсем, Хофстаде, Мелдерт, Морсел, Ниуверкеркен-Алст. Расположен на реке Дандр.

## История

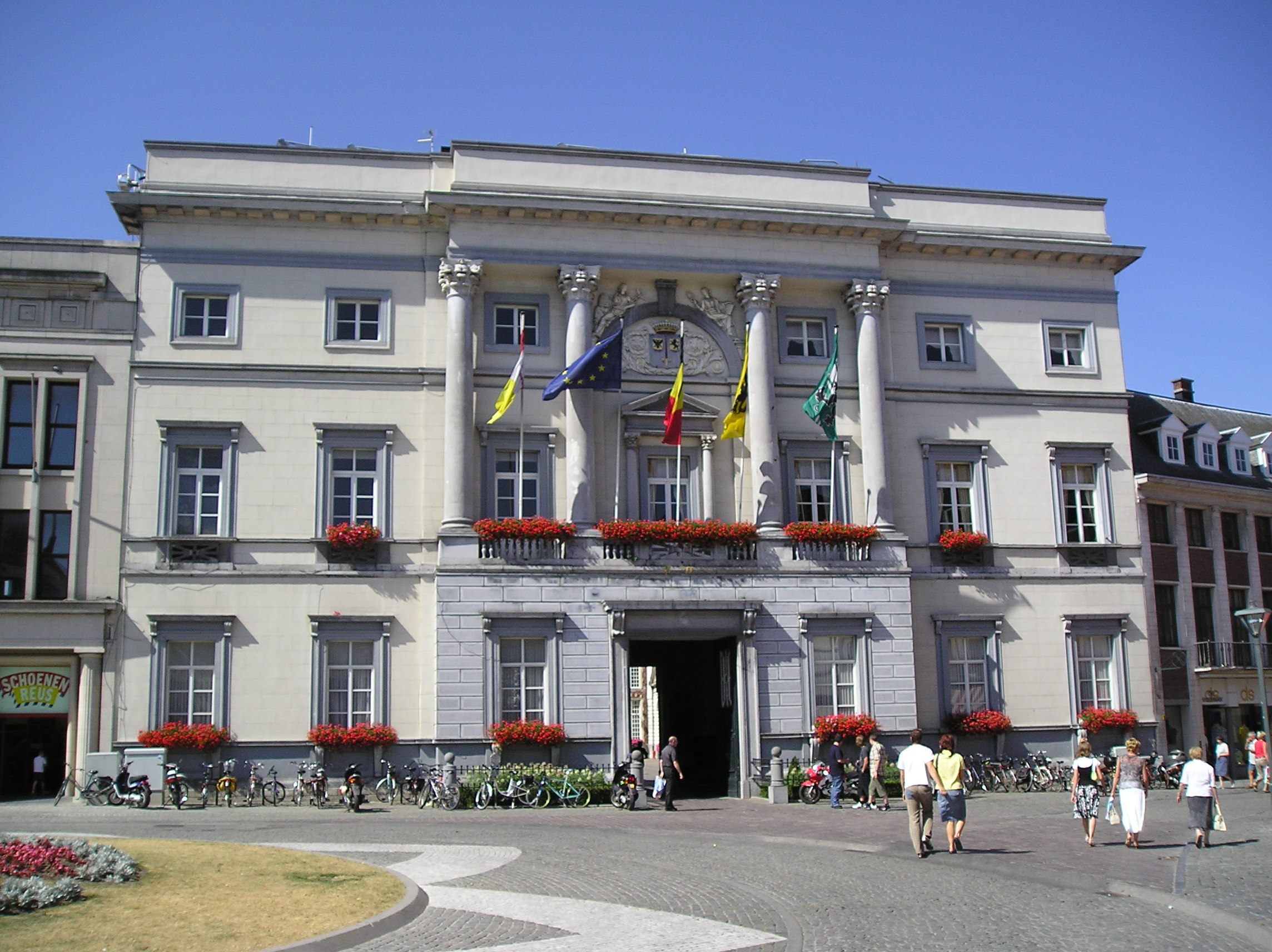
Мэрия

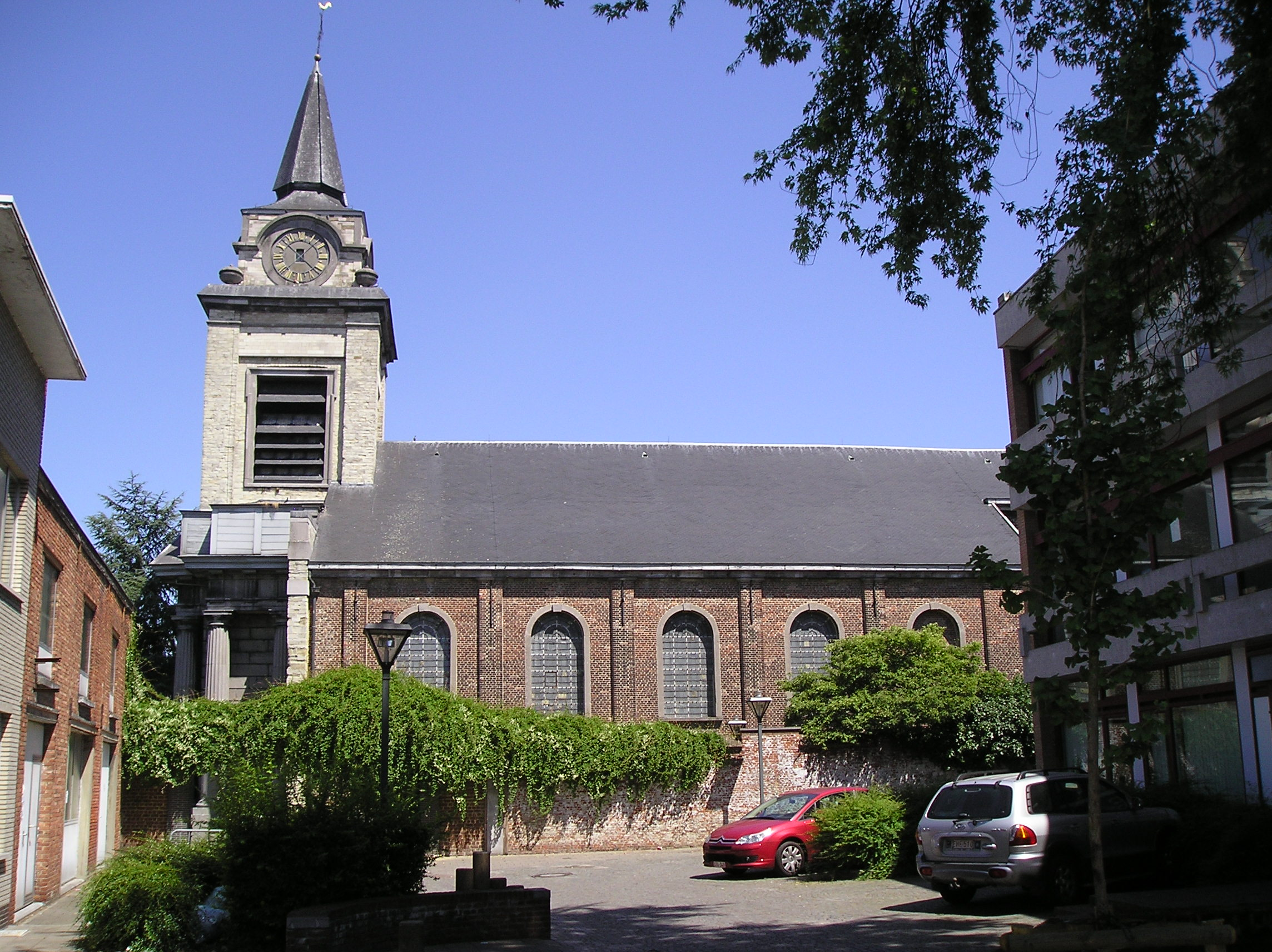
Церковь бегинок

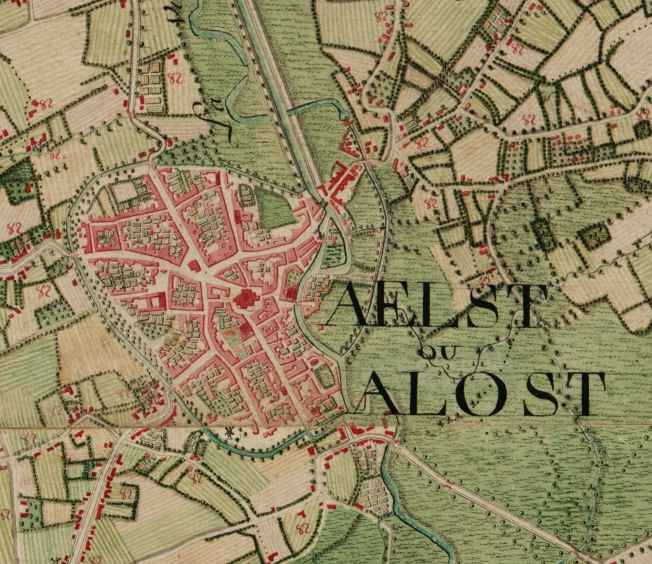
Алст на карте 1775 года

Впервые Алст упоминается в документах IX века как загородная усадьба аббатства Лобб. В средние века он имел большое стратегическое значение, находясь на переправе через Дандр и на дороге Брюгге — Кёльн, являлся столицей одноимённого графства. В XI веке город перешёл от Брабанта к Фландрскому графству. В середине XII века началось строительство ратуши, самой старой в Бельгии. Хотя в 1360 город сильно пострадал от пожара, вскоре он был восстановлен и начал богатеть благодаря развитию ткачества. В период Нидерландской революции город сильно пострадал. В ходе Деволюционной войны Алст был взят французскими войсками под командованием маршала Тюренна в 1667 году и оставался под французской оккупацией до 1706 года. Французские власти способствовали развитию ткацкой промышленности. Начавшаяся в XIX веке промышленная революция вызвала в Алсте много проблем и сделала его одним из центров рабочего движения в стране. Герб города Алста содержит до сих пор цвета этого периода: белый и красный.

## Экономика
Основой экономики Алста является производство текстиля и машин для его производства, а также выращивание хмеля и пивоварение.

## Происхождение названия «луковицы»
В Бельгии жителям многих городов были даны прозвища. Прозвище жителей Алста — луковицы. Прозвище жителей Алста известно во всей Фландрии. На самом деле, можно даже говорить только о прозвище, потому что слово стало почти общим термином для обозначения жителей Алста. Во время карнавала жители Алста как бы издеваются сами над собой, чтобы таким образом доказать, что издевательства со стороны жителей Дендермонде их не касаются.
Происхождение прозвища «луковиц» датируется в XIX веке, когда в Алсте и его округе занимались выращиванием лука. Раньше рядом с большим «рынком хмеля» (площадь в центре) также существовал знаменитый рынок лука.

## Достопримечательности
- Церковь Святого Мартина, была построена в 1480, став самым большим собором в регионе. Работа над зданием шла 180 лет, но из-за финансовых проблем церковь так и не была достроена. Раньше в церкви было много шедевров искусства, но во время испанского, французского и голландского господства многие из них были украдены. Самой важной работой для жителей является «Святой Рох просит Христа остановить чуму в Алсте» Питера Пауля Рубенса, а также скиния, украшенная скульптурами Жерома Дюкенуа-старшего. Во время пожара XV века жители Алста спасли произведение из горящего здания.
- Ратуша, старая больница и церковь Святого Мартина на самом деле представляют собой комплекс из трёх зданий. Старинное здание ратуши возвышается над большим рынком. Здание представляет собой весьма интересный обзор трёх веков светской архитектуры в Нидерландах.
- Колокольня-беффруа, пристроенная к дому старейшин (старой ратуше), резиденции городского самоуправления, — одна из старейших во Фландрии, имеет 52 колокола. В 1999 колокольня и ратуша были включены в список Всемирного наследия ЮНЕСКО. Сама старая ратуша была основана в 1225 году и является самым старым зданием такого типа на территории Исторических Нидерландов (Бенилюкса).
- Старый рыбный рынок — когда в 1992 году в городе Алст был закрыт рыбный рынок, пришёл конец старой традиции. Рыбный рынок давал возможность в основном пожилым и малообеспеченным людям по доступной цене покупать рыбу. Здесь продавали свежую рыбу, привезённую прямо из Зеебрюгге и Остенде.
- Здание железнодорожного вокзала, построенное в 1852—56 годах, одно из самых старых вокзальных зданий Бельгии. Архитектор — Жан Пьер Клёйсенар
- Уличный карнавал, был впервые организован в семнадцатом веке. Первые ежегодные процессии были организованы лишь в девятнадцатом веке. В 1923 году уже около восемнадцати карнавальных групп шли по центру Алста. В воскресенье 11 февраля 1923 года, на масленицу, первый официальный карнавальный парад прошёл по Алсту. В наше время ежегодные карнавальные празднества длятся три дня в феврале, с воскресенья по вторник.

## Закуски и напитки Алста
- пироги Алста (Влаай): На картине Петра Брейгеля «Фламандские пословицы» крыши покрыты пирогами. Основные ингредиенты этого пирога: молоко, сахар, яйца, корица, мускатный орех, имбирный пряник.
- Анжелика Кувэ: специальное пиво высокой ферментации. В начале прошлого века Анжелика просила милостыню и играла музыку в Алст в кафе и на рынках. Она стала легендой Алста.
- «женевер» «черный человек» Дирк Мартенс: женевер, напиток светлый. Он слегка сладкий и имеет приятный солодовый аромат.
- печенье «маргрит» (печенье в виде ромашки): слоёное пирожное с кремом, украшенное сахарным сиропом. Печенье продается ежегодно около 20 июля.
- Ондинеке: городское пиво Алста. Алст имеет своё собственное пиво «Трипель — Ондинеке». Это чисто традиционное пиво золотистого цвета с крепостью 8,5 %.

## Уроженцы города
- Дирк Мартенс, первый нидерландский книгопечатник.
- Франц Кюмон, историк и археолог.
- Луи-Поль Боон, писатель.
- Ян Баптиста Веллекенс, поэт.
- Люк Люикс, медальер.

## Города-побратимы
- Болгария, Габрово